# Білі люди
Білі люди (англ. White people, в американській англійській також Caucasian people) — історичний і культурно-етнографічний термін, що вживається в різних контекстах для опису європеоїдного населення. Основні носії цього терміна — європейські народи. Також термін «білі люди» іноді застосовують для опису народів Близького Сходу, Північної Африки, почасти Середньої Азії і Південної Азії.
Значення терміна з часом змінювалося. У деяких сучасних країнах, особливо Нового Світу (США), де населення відносно недавньої масової імміграції та вкоріненої колоніальної ментальності класифікується державами не за національностями, а за расами, поняття «білі люди» стійко увійшло в повсякденне життя на офіційному і побутовому рівні. Особливо це помітно в країнах з вкрай конфліктними міжрасовими відносинами (США, ПАР та ін.), де білі групи населення зводили своє домінуюче становище в суспільстві в ранг абсолютної переваги над іншими небілими групами, застосовуючи для цього адміністративні методи систематичної дискримінації (апартеїд), сегрегації тощо. Схожі приклади поведінки інших рас також рясніють в історії.
Вважається, що свого найвищого піку чисельність і частка умовно «білих» досягла на початку XX століття, коли маси європейських колоністів заселяли великі простори Землі, відомі як переселенські колонії (Північна Америка (Канада і США), Аргентина, Бразилія, Австралія, Нова Зеландія).

## Історія

Поширення білих людей

Термін «білі» особливого поширення набув в ході колоніальних досліджень і колоніальних захоплень, які європейці здійснювали в Америці, Азії та Африці в XV–XX століттях, де поняття білий протиставлялося всім іншим не білим расам, які отримали свої назви по умовній аналогією з кольорами. Так, в світі не існує людей з білою шкірою (не рахуючи альбіносів) в прямому сенсі слова. Навіть у самих «білих» вона жовтувата або рожева. Точно також в світі немає в буквальному сенсі жовтих (азіати), червоних (індіанців) або зовсім чорних (негрів), але саме такі перебільшення набули поширення в мові людей.
Незважаючи на те, що європейська колонізація була почата Іспанією і Португалією, расизм і підкреслене визначення європейців як білих почалося лише після виходу на колоніальну арену інших європейських держав.
У третьому Рейху проти «небілого» населення (євреї, цигани) були розгорнуті всі адміністративні методи, в тому числі з'явилася нова течія в науці — науковий расизм, на підставі якого високопоставлені вчені проводили різні експерименти, щоб довести абсолютну перевагу білих над небілими в розумовому плані. Поляки, литовці, латвійці, естонці вважалися «не зовсім пропащими» і розглядалися як «деградовані німці», а тому їм була надана можливість асимілюватися в німецьке співтовариство, відмовившись від своєї мови та культури. Крім того, білих постійно нацьковували на «небілих», придумуючи уявні або ж перебільшуючи явні загрози з боку небілих груп. Так з'явилися поняття «Жовта небезпека», «Натиск на Схід» та ін.
Та ж сама модель сприйняття білого і небілого діяла в США з моменту заснування держави, хоча з часом, у міру зменшення потоку північноєвропейських колоністів, в категорію білих все ж були включені євреї, і навіть сирійські та ліванські араби . Таке «послаблення» пояснювалося багато в чому тим що основна увага в країні було звернено на підтримку інституційної дискримінації негрів (афроамериканці). З метою недопущення «безконтрольного змішання білих з неграми», особливо після скасування рабства в 1864 р, у ряді південних штатів були введені закони Джима Кроу, набуло поширення правило однієї краплі крові, а міжрасові шлюби були заборонені до 1967 р. Антагонізм між білими і небілими довго зберігався в ПАР, де режим апартеїду впав лише в 1994 р.
Більш дружніми відносини між білими і небілими групами в цілому були в країнах романської колонізації (Латинська Америка), де процес метисації привів до виникнення великого класу метисів, мулатів та інших перехідних рас, пом'якшили конфліктність на расовому ґрунті. Такі країни як Бразилія навіть отримали статус расових демократій. Романські колонізатори відносяться в основному до середземноморського типу білої раси. При цьому навіть в цих країнах білі зберегли виразно
домінуюче положення в політико-економічній сфері, а прихований, завуальований расизм як і раніше має місце.

## Кавказька раса

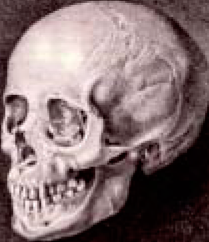
Грузинський череп, виявлений в 1795 році, висунутий Блуменбахом як гіпотеза про походження європейців з Кавказу

Кавказька раса (лат. Varietas Caucasia або європеоїдна раса) (не плутати з кавказьким типом) — термін для означення білої раси, введений німецьким антропологом Фрідріхом Блуменбахом, віднісшим до неї жителів Європи (за винятком самоїдів, лапландців, фінів, угорців і турків) і жителів південної Азії і північної і північно-східної Африки. Назва виникла від того, що Блуменбах вважав Кавказ першим місцеперебуванням білої людини, і тому, що племена, що живуть в даний час на Кавказі, він визнавав найбільш чистим і незмішаним типом цієї раси. В даний час термін Caucasian в англійській мові є стандартним позначенням білої раси. В західнослов'янських мовах біла раса іменується Kavkazijska або Kaukazoidalna. В германських мовах переважно використовується терміни Europide, Kaukasoid або Kaukasische. В романських мовах використовується Caucasiano або Caucasia. Блуменбах писав:

## Підгрупи білого населення
- Білі в ПАР
- Білі в Бразилії
- Білі латиноамериканці